# Order Świętych Jerzego i Konstantyna
Królewski Order Świętych Jerzego i Konstantyna (gr. Τάγμα των Αγίων Γεωργίου και Κωνσταντίνου, Basilikon oikogenaiakon tagma ton agion Georgioy kai Konstantinoi) – drugie w kolejności greckie odznaczenie państwowe w latach 1936-1973, a następnie order domowy zdetronizowanego greckiego domu królewskiego.

## Historia
Ustanowiony został w 1936 po powrocie na tron króla Jerzego II ku czci jego dziadka Jerzego I i ojca Konstantyna I i świętych, których imiona nosili obaj monarchowie.
Order przeznaczony był tylko dla mężczyzn, gdzie najwyższe klasy  zarezerwowane dla książąt krwi panującego w Grecji domu Schleswig-Holstein-Sonderburg-Glücksburg, niższe klasy mogły być nadawane za specjalne zasługi dla dynastii.
Order miał dwie kategorie – cywilną i wojskową, pięć klas według schematu Legii Honorowej oraz jako dodatkową klasę Wielki Łańcuch, zarezerwowany dla monarchy i innych głów państw.
- Krzyż Wielki (‘Μεγαλόσταυρος’)
- Wielki Krzyż Komandorski (‘Ανώτερος Ταξιάρχης’)
- Krzyż Komandorski (‘Ταξιάρχης’)
- Krzyż Złoty (‘Χρυσούς Σταυρός’)
- Krzyż Srebrny (‘Αργυρούς Σταυρός’)

## Wygląd
Insygnia orderu to biały krzyż łaciński z czerwonymi brzegami, z koronowanym monogramem założyciela "Γ" ("G")  między ramionami,  w awersie z wyobrażeniem św. Konstantyna i św. Heleny na tle niebieskiego krzyża greckiego w środkowym medalionie (otoczonym w najwyższych klasach lwami i sercami na pamiątkę przynależności domu greckiego do duńskiej dynastii Glücksburgów, przy niższych dewizą Jerzego I (zob.: Order Jerzego I), na rewersie z datą założenia "1936", oraz ośmiopromienna srebrna gwiazda dla I i II klasy nosząca awers krzyża orderowego. Wielki Łańcuch składa się na przemian ze lwów i serc, z dwugłowym orłem bizantyjskim jako człon centralny.
Order (oprócz IV klasy noszonej na agrafie na piersi), zawieszony jest na złotej koronie królewskiej, w przypadku klasy wojskowej posiadał miecze między ramionami.